# 대한민국 제17대 국회의원 선거 기록
2004년 4월 15일에 실시된 대한민국 제17대 국회의원 선거에서 나온 갖가지 기록들을 정리한 문서이다.

## 지역구 당선자 최고 득표율 순
| 순위 | 후보         | 후보   | 지역구                               | 득표율 |
| ---- | ------------ | ------ | ------------------------------------ | ------ |
| 1위  | 열린우리당   | 강봉균 | 전라북도 군산시                      | 78.28% |
| 2위  | 열린우리당   | 정세균 | 전라북도 진안군·무주군·장수군·임실군 | 78.08% |
| 3위  | 열린우리당   | 한병도 | 전라북도 익산시 갑                   | 74.53% |
| 4위  | 한나라당     | 이명규 | 대구광역시 북구 갑                   | 73.23% |
| 5위  | 열린우리당   | 채수찬 | 전라북도 전주시 덕진구               | 72.52% |
| 6위  | 한나라당     | 이상배 | 경상북도 상주시                      | 70.60% |
| 7위  | 한나라당     | 박근혜 | 대구광역시 달성군                    | 70.03% |
| 8위  | 열린우리당   | 이광철 | 전라북도 전주시 완산구 을            | 69.21% |
| 9위  | 열린우리당   | 주승용 | 전라남도 여수시 을                   | 66.90% |
| 10위 | 한나라당     | 이해봉 | 대구광역시 달서구 을                 | 66.85% |
| 11위 | 열린우리당   | 조배숙 | 전라북도 익산시 을                   | 66.82% |
| 12위 | 한나라당     | 주호영 | 대구광역시 수성구 을                 | 66.49% |
| 13위 | 자유민주연합 | 김학원 | 충청남도 부여군·청양군               | 65.42% |
| 14위 | 열린우리당   | 장영달 | 전라북도 전주시 완산구 갑            | 65.40% |
| 15위 | 한나라당     | 김석준 | 대구광역시 달서구 병                 | 64.81% |
| 16위 | 한나라당     | 최경환 | 경상북도 경산시·청도군               | 63.26% |
| 17위 | 한나라당     | 곽성문 | 대구광역시 중구·남구                 | 63.06% |
| 18위 | 한나라당     | 이종구 | 서울특별시 강남구 갑                 | 62.99% |
| 19위 | 한나라당     | 임인배 | 경상북도 김천시                      | 62.20% |
| 20위 | 열린우리당   | 김성곤 | 전라남도 여수시 갑                   | 62.08% |

## 지역구 당선자 최저 득표율 순
| 순위 | 후보         | 후보   | 지역구                             | 득표율 |
| ---- | ------------ | ------ | ---------------------------------- | ------ |
| 1위  | 열린우리당   | 이상민 | 대전광역시 유성구                  | 32.15% |
| 2위  | 한나라당     | 홍문표 | 충청남도 홍성군·예산군             | 32.54% |
| 3위  | 열린우리당   | 신중식 | 전라남도 고흥군·보성군             | 34.49% |
| 4위  | 열린우리당   | 한광원 | 인천광역시 중구·동구·옹진군        | 35.59% |
| 5위  | 열린우리당   | 김형주 | 서울특별시 광진구 을               | 35.65% |
| 6위  | 한나라당     | 정문헌 | 강원도 속초시·고성군·양양군        | 35.78% |
| 7위  | 한나라당     | 김양수 | 경상남도 양산시                    | 35.87% |
| 8위  | 열린우리당   | 김춘진 | 전라북도 고창군·부안군             | 36.26% |
| 9위  | 한나라당     | 고진화 | 서울특별시 영등포구 갑             | 36.96% |
| 10위 | 한나라당     | 박세환 | 강원도 철원군·화천군·양구군·인제군 | 37.16% |
| 11위 | 자유민주연합 | 김낙성 | 충청남도 당진군                    | 37.28% |
| 12위 | 열린우리당   | 복기왕 | 충청남도 아산시                    | 37.35% |
| 13위 | 열린우리당   | 김우남 | 제주특별자치도 제주시·북제주군 을  | 38.02% |
| 14위 | 열린우리당   | 이근식 | 서울특별시 송파구 병               | 38.23% |
| 15위 | 열린우리당   | 조경태 | 부산광역시 사하구 을               | 39.13% |
| 16위 | 열린우리당   | 이상락 | 경기도 성남시 중원구               | 39.21% |
| 17위 | 자유민주연합 | 류근찬 | 충청남도 보령시·서천군             | 39.35% |
| 18위 | 열린우리당   | 최재성 | 경기도 남양주시 갑                 | 39.76% |
| 19위 | 열린우리당   | 김낙순 | 서울특별시 양천구 을               | 40.02% |
| 20위 | 열린우리당   | 이상경 | 서울특별시 강동구 을               | 40.11% |

## 지역구 당선자 최다 득표수 순
| 순위 | 후보       | 후보   | 지역구                        | 득표수   |
| ---- | ---------- | ------ | ----------------------------- | -------- |
| 1위  | 열린우리당 | 채수찬 | 전라북도 전주시 덕진구        | 86,270표 |
| 2위  | 열린우리당 | 강봉균 | 전라북도 군산시               | 83,745표 |
| 3위  | 한나라당   | 한선교 | 경기도 용인시 을              | 78,484표 |
| 4위  | 한나라당   | 곽성문 | 대구광역시 중구·남구          | 78,226표 |
| 5위  | 한나라당   | 이종구 | 서울특별시 강남구 갑          | 76,601표 |
| 6위  | 한나라당   | 이재웅 | 부산광역시 동래구             | 76,275표 |
| 7위  | 한나라당   | 서병수 | 부산광역시 해운대구·기장군 갑 | 71,913표 |
| 8위  | 한나라당   | 최경환 | 경상북도 경산시·청도군        | 71,196표 |
| 9위  | 한나라당   | 공성진 | 서울특별시 강남구 을          | 70,831표 |
| 10위 | 한나라당   | 원희룡 | 서울특별시 양천구 갑          | 69,056표 |
| 11위 | 한나라당   | 권철현 | 부산광역시 사상구             | 67,960표 |
| 12위 | 한나라당   | 안택수 | 대구광역시 북구 을            | 67,877표 |
| 13위 | 한나라당   | 박승환 | 부산광역시 금정구             | 66,852표 |
| 14위 | 열린우리당 | 김동철 | 광주광역시 광산구             | 66,130표 |
| 15위 | 한나라당   | 이한구 | 대구광역시 수성구 갑          | 65,098표 |
| 16위 | 한나라당   | 정종복 | 경상북도 경주시               | 64,724표 |
| 17위 | 열린우리당 | 신기남 | 서울특별시 강서구 갑          | 63,331표 |
| 18위 | 한나라당   | 주호영 | 대구광역시 수성구 을          | 62,927표 |
| 19위 | 열린우리당 | 유기홍 | 서울특별시 관악구 갑          | 62,694표 |
| 20위 | 한나라당   | 강재섭 | 대구광역시 서구               | 62,392표 |

## 지역구 당선자 최소 득표수 순
| 순위 | 후보         | 후보   | 지역구                             | 득표수   |
| ---- | ------------ | ------ | ---------------------------------- | -------- |
| 1위  | 자유민주연합 | 김낙성 | 충청남도 당진군                    | 17,711표 |
| 2위  | 열린우리당   | 김우남 | 제주특별자치도 제주시·북제주군 을  | 19,053표 |
| 3위  | 한나라당     | 박세환 | 강원도 철원군·화천군·양구군·인제군 | 22,406표 |
| 4위  | 한나라당     | 이덕모 | 경상북도 영천시                    | 23,161표 |
| 5위  | 열린우리당   | 김춘진 | 전라북도 고창군·부안군             | 23,328표 |
| 6위  | 한나라당     | 정문헌 | 강원도 속초시·고성군·양양군        | 23,369표 |
| 7위  | 열린우리당   | 문학진 | 경기도 하남시                      | 24,151표 |
| 8위  | 열린우리당   | 조일현 | 강원도 홍천군·횡성군               | 24,194표 |
| 9위  | 열린우리당   | 유선호 | 전라남도 장흥군·영암군             | 24,206표 |
| 10위 | 열린우리당   | 제종길 | 경기도 안산시 단원구 을            | 26,002표 |
| 11위 | 열린우리당   | 이상민 | 대전광역시 유성구                  | 26,247표 |
| 12위 | 한나라당     | 이경재 | 인천광역시 서구·강화군 을          | 26,253표 |
| 13위 | 한나라당     | 홍문표 | 충청남도 홍성군·예산군             | 27,081표 |
| 14위 | 열린우리당   | 안민석 | 경기도 오산시                      | 27,173표 |
| 15위 | 민주노동당   | 조승수 | 울산광역시 북구                    | 27,212표 |
| 16위 | 열린우리당   | 신중식 | 전라남도 고흥군·보성군             | 27,699표 |
| 17위 | 열린우리당   | 복기왕 | 충청남도 아산시                    | 27,769표 |
| 18위 | 열린우리당   | 변재일 | 충청북도 청원군                    | 27,958표 |
| 19위 | 열린우리당   | 임종인 | 경기도 안산시 상록구 을            | 27,960표 |
| 20위 | 열린우리당   | 양형일 | 광주광역시 동구                    | 28,076표 |

## 격전지
| 순위 | 지역구                             | 1위 후보     | 1위 후보        | 2위 후보     | 2위 후보        | 득표수 차 | 득표율 차 |
| ---- | ---------------------------------- | ------------ | --------------- | ------------ | --------------- | --------- | --------- |
| 1위  | 충청남도 당진군                    | 자유민주연합 | 김낙성 (37.28%) | 열린우리당   | 박기억 (37.26%) | 9표       | 0.02%p    |
| 2위  | 충청북도 제천시·단양군             | 열린우리당   | 서재관 (45.31%) | 한나라당     | 송광호 (45.00%) | 245표     | 0.31%p    |
| 3위  | 강원도 철원군·화천군·양구군·인제군 | 한나라당     | 박세환 (37.16%) | 열린우리당   | 박병용 (36.54%) | 373표     | 0.62%p    |
| 4위  | 인천광역시 남구 을                 | 열린우리당   | 안영근 (46.25%) | 한나라당     | 윤상현 (45.79%) | 424표     | 0.46%p    |
| 5위  | 서울특별시 양천구 을               | 열린우리당   | 김낙순 (40.02%) | 한나라당     | 오경훈 (39.60%) | 433표     | 0.42%p    |
| 6위  | 서울특별시 종로구                  | 한나라당     | 박진 (42.81%)   | 열린우리당   | 김홍신 (42.14%) | 588표     | 0.67%p    |
| 7위  | 경기도 광주시                      | 한나라당     | 박혁규 (44.44%) | 열린우리당   | 이종상 (43.66%) | 656표     | 0.78%p    |
| 8위  | 강원도 홍천군·횡성군               | 열린우리당   | 조일현 (43.13%) | 한나라당     | 황영철 (41.95%) | 662표     | 1.18%p    |
| 9위  | 광주광역시 남구                    | 열린우리당   | 지병문 (46.22%) | 새천년민주당 | 강운태 (45.48%) | 701표     | 0.74%p    |
| 10위 | 울산광역시 울주군                  | 열린우리당   | 강길부 (42.63%) | 한나라당     | 권기술 (41.46%) | 878표     | 1.17%p    |

## 최고령 당선자
| 순위 | 후보         | 후보   | 지역구                        | 생년월일         | 연령               |
| ---- | ------------ | ------ | ----------------------------- | ---------------- | ------------------ |
| 1위  | 열린우리당   | 이용희 | 충청북도 보은군·옥천군·영동군 | 1931년 6월 10일  | 만 72세 10개월 5일 |
| 2위  | 한나라당     | 이상득 | 경상북도 포항시 남구·울릉군   | 1935년 11월 29일 | 만 68세 4개월 16일 |
| 3위  | 한나라당     | 김용갑 | 경상남도 밀양시·창녕군        | 1936년 9월 28일  | 만 67세 6개월 17일 |
| 4위  | 한나라당     | 이강두 | 경상남도 산청군·함양군·거창군 | 1937년 1월 26일  | 만 67세 2개월 20일 |
| 5위  | 한나라당     | 박종근 | 대구광역시 달서구 갑          | 1937년 2월 5일   | 만 67세 2개월 10일 |
| 6위  | 열린우리당   | 김원기 | 전라북도 정읍시               | 1937년 2월 16일  | 만 67세 2개월      |
| 7위  | 열린우리당   | 홍재형 | 충청북도 청주시 상당구        | 1938년 3월 27일  | 만 66세 19일       |
| 8위  | 한나라당     | 박희태 | 경상남도 남해군·하동군        | 1938년 8월 9일   | 만 65세 8개월 6일  |
| 9위  | 열린우리당   | 심재덕 | 경기도 수원시 장안구          | 1939년 1월 15일  | 만 65세 3개월      |
| 10위 | 새천년민주당 | 한화갑 | 전라남도 무안군·신안군        | 1939년 2월 1일   | 만 65세 2개월 14일 |

## 최연소 당선자
| 순위 | 후보       | 후보   | 지역구                      | 생년월일         | 연령                |
| ---- | ---------- | ------ | --------------------------- | ---------------- | ------------------- |
| 1위  | 한나라당   | 김희정 | 부산광역시 연제구           | 1971년 4월 13일  | 만 33세 2일         |
| 2위  | 한나라당   | 이성권 | 부산광역시 부산진구 을      | 1968년 10월 15일 | 만 35세 6개월       |
| 3위  | 열린우리당 | 조경태 | 부산광역시 사하구 을        | 1968년 1월 10일  | 만 36세 3개월 5일   |
| 4위  | 열린우리당 | 한병도 | 전라북도 익산시 갑          | 1967년 12월 7일  | 만 36세 4개월 8일   |
| 5위  | 한나라당   | 김명주 | 경상남도 통영시·고성군      | 1967년 3월 7일   | 만 37세 1개월 8일   |
| 6위  | 열린우리당 | 오영식 | 서울특별시 강북구 갑        | 1967년 2월 28일  | 만 37세 1개월 18일  |
| 7위  | 열린우리당 | 이기우 | 경기도 수원시 권선구        | 1966년 8월 16일  | 만 37세 8개월       |
| 8위  | 열린우리당 | 안민석 | 경기도 오산시               | 1966년 8월 13일  | 만 37세 8개월 2일   |
| 9위  | 열린우리당 | 강성종 | 경기도 의정부시 을          | 1966년 7월 18일  | 만 37세 8개월 28일  |
| 10위 | 한나라당   | 정문헌 | 강원도 속초시·고성군·양양군 | 1966년 5월 4일   | 만 37세 11개월 11일 |